# Río Barguzín
El río Barguzín (del ruso: Баргузин) es un río de Siberia oriental, un afluente del lago Baikal, y por tanto un subafluente del río Yeniséi a través del Angará. Tiene una longitud de 480 km, drena una cuenca hidrográfica de 21.100 km² y su caudal medio es de 130 m³/s. Es navegable en 204 km.
Administrativamente, discurre íntegramente por la república de Buriatia de la Federación de Rusia.

## Geografía
El río nace en los montes Ikat, a 230 km a vuelo de pájaro al este del lago Baikal, a poca distancia de la fuente del río Tsipa, subafluente del Lena. El río fluye globalmente en dirección noroeste y efectúa una curva hacia el sudoeste entrando en la llanura de Barguzín. En este valle de 200 km de largo y 35 km de ancho, a una altura de unos 500-600 m, rodeado por los montes Ikat al sudeste y los montes de Barguzín al noroeste, el curso del río efectúa meandros y se divide en diferentes brazos. En esta región pantanosa, que cuenta con más de 1.000 lagos, ha sido creada el zapovédnik de Dzherga (Джергинский государственный природный заповедник) de 2.387 km², y reputado por su población de cibelinas. El río desemboca en la bahía de Barguzín, en la orilla oriental del lago Baikal, al nivel de la ciudad de Ust-Barguzín.
El río ha dado su nombre a un violento viento, el "viento del Barguzín", que sopla desde el valle del mismo nombre en el Baikal.
La navegación es posible hasta la desembocadura del Gargi (249 km), un habitual allí, delante del muelle Mogoyto (226 km). El agua del río es usada para el riego.

## Afluentes
Sus principales afluentes son:
- el río Argada (Аргада) le aporta sus aguas por la orilla izquierda un poco por encima de la localidad de Elysun;
- el río Ina (Ина) (por la orilla izquierda), con una longitud de 220 km, es su afluente más importante.

## Hidrometría y caudales
El caudal del río Barguzín ha sido observado durante 63 años (1934-97) en la localidad homónima de Barguzín, situada a 56 km de su desembocadura en el lago Baikal.
El caudal interanual observado en esta estación durante este periodo fue de 123 m³/s para una superficie tenida en cuenta de 19.800 km², cerca del 94 % de la cuenca total del río. La lámina de  agua que se vierte anualmente en esta cuenca es de 196 mm por año, que puede ser considerada como moderada en el contexto de los afleuntes del Baikal, caracterizados tenerla elevada.
El río es de régimen pluvio-nival, porque es alimentado por las lluvias de verano y otoño, y por la fusión de las nieves.
Las crecidas se desarrollan a finales de primavera y en verano, de junio a septiembre inclusive. En los meses de octubre y de noviembre, el caudal baja fuertemente, lo que constituye el inicio del periodo de estiaje, que tiene lugar de noviembre a abril inclusive y corresponde a las heladas de invierno que se abaten sobre toda la Siberia.
El caudal medio mensual observado en marzo (mínimo de estiaje) es de 28,1 m³/s, que corresponde al 11% del caudal medio del mes de junio (247 m³/s), datos que muestran la amplitud moderada de las variaciones estacionales. Estas diferencias pueden ser aún mayores a lo largo de los años: en los 63 años de observación, el caudal mínimo se dio en marzo de 1945 (16,4 m³/s) y el máximo se dio en junio de 1936 (710 m³/s).
En lo que concierne al periodo estival, libre de hielos (de mayo a octubre inclusive), el caudal mínimo observado ha sido de 77 m³/s en septiembre de 1942. Un caudal medio de menos de 80 m³/s es fuertemente excepcional.
Caudal medio mensual del Barguzín en la estación hidrométrica de Barguzín (en m³/s) 
(Datos calculados para un período de 63 años, 1934-97)

## Galería

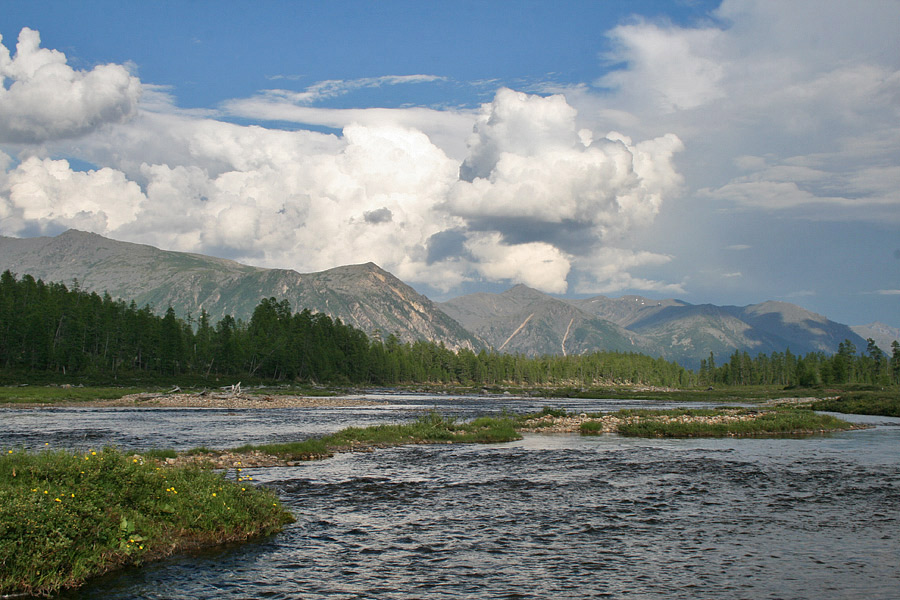
El Barguzin en la cuenca Amutskoy
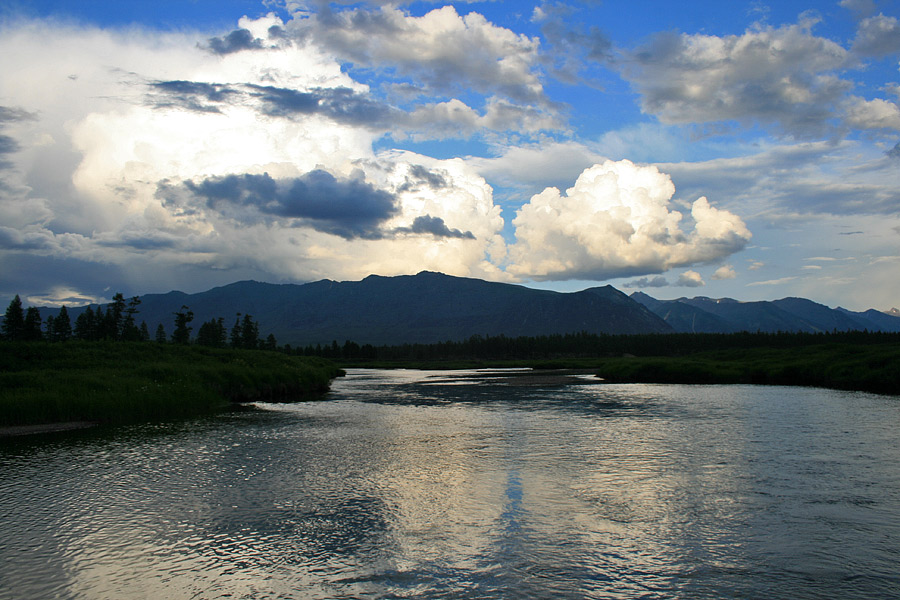
La sección llana del río
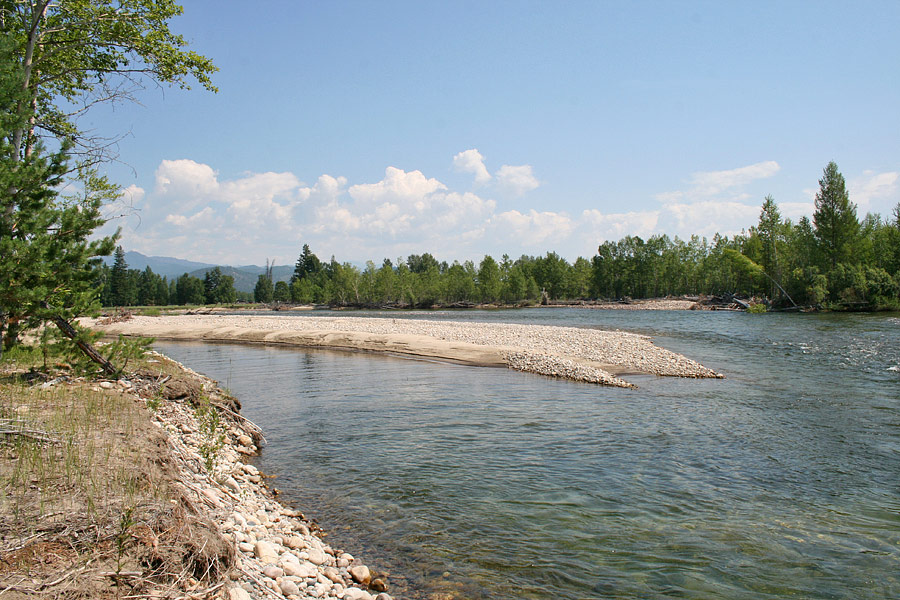
Antes de entrar en la depresión del Barguzin
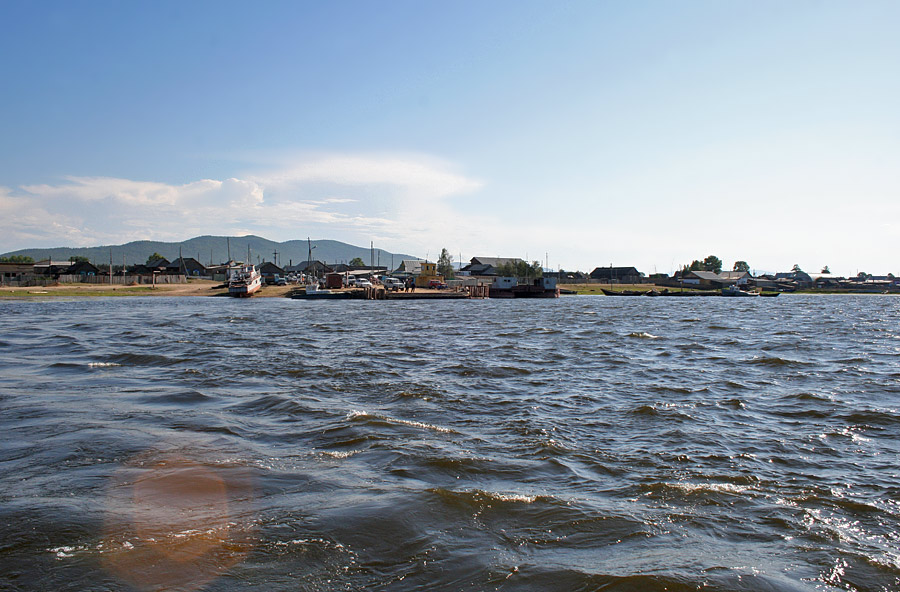
En la localidad de Ust-Barguzin